# Roca plutónica

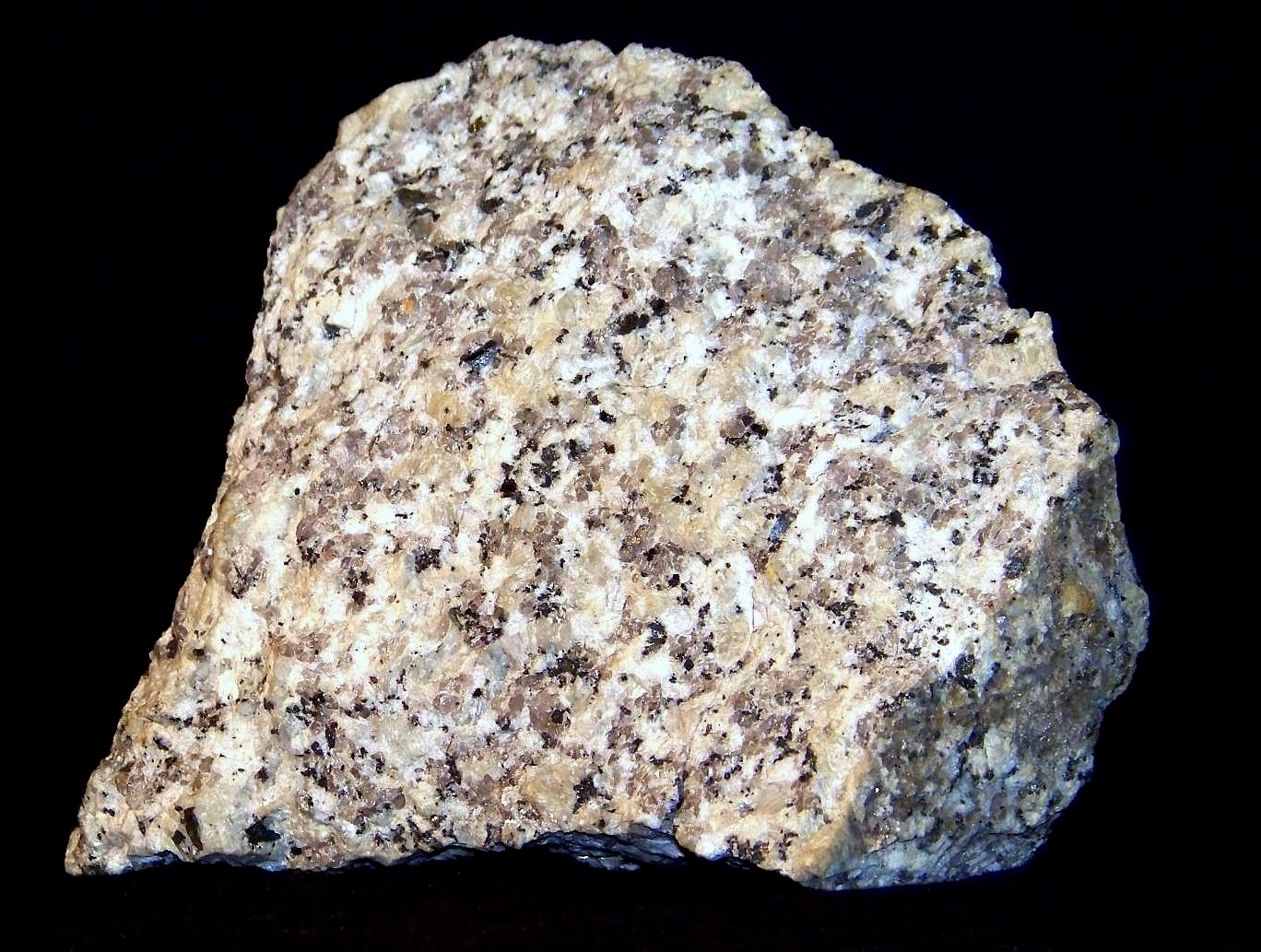
Granito, una roca plutónica común.

Las rocas plutónicas o rocas intrusivas son las que se forman a partir de un enfriamiento lento, a gran profundidad y en grandes masas del magma. Son uno de los dos tipos en que se clasifican las rocas ígneas en función de su origen. Se oponen así a las rocas volcánicas o extrusivas, que se forman al solidificarse el magma (lava) que emerge a la superficie de la corteza terrestre, entrando en contacto abrupto con la atmósfera o  cuerpos de agua.
Se llama plutones a las grandes masas de este tipo de roca, como por ejemplo los batolitos, los lacolitos, los sills y los diques. Estas masas pueden aflorar en la superficie producto de actividad tectónica, que las ha elevado, y de la erosión, que ha retirado las rocas que las cubrían.

## Características
En términos cuantitativos, las rocas plutónicas son las más abundantes. Dominan abrumadoramente la composición de la Tierra, estando constituido por ellas la totalidad del manto terrestre y la mayor parte del volumen de la corteza. El resto de las rocas forma solo un recubrimiento en la corteza superficial (rocas ígneas volcánicas, rocas sedimentarias y rocas metamórficas) o, en el caso de las rocas filonianas, diques y vetas entre las otras rocas de volumen relativamente pequeño.
Las rocas plutónicas, y en general las ígneas, son las rocas primarias, a partir de cuyos materiales evolucionan las demás. Constituyen la masa de los planetas telúricos (rocosos), no solo la Tierra, formada por el enfriamiento y cristalización, tras su fusión, de los materiales silicatados con que se componen los planetas durante su acreción. También tienen presencia, por idénticas causas y mecanismos, en el núcleo de planetas gigantescos, en muchos de los satélites de éstos, o en los asteroides sólidos más grandes.

## Tipos de rocas plutónicas
Durante su formación, el enfriamiento es muy lento permitiendo así el crecimiento de grandes cristales de minerales puros y resultando una textura heterogénea, granulosa a simple vista. 
Ejemplos de rocas plutónicas.
- Granito: Es una roca muy común que se forma en lo profundo de la corteza terrestre. Es una combinación de minerales como el feldespatos, micas y cuarzos por lo cual tiene una consistencia dura, mayor que la del mármol, y un aspecto cristalino. Se presenta en diferentes colores, pero los más habituales son el gris y el blanco. La densidad de esta se encuentra entre los 2.63 y 2.75 g/cm3. Antiguamente los egipcios tallaban sobre el granito y elaboraban recipientes como vasijas. Igualmente, lo empleaban para la construcción y revestimiento de algunas pirámides, también para la construcción de estatuas, puertas, columnas. En la actualidad el uso de esta roca es común en el campo de la edificación y la decoración.

- Gabro: Este tipo de roca tiene un aspecto granular y su color varía de gris a verde. El origen de su nombre viene de un pueblo en Italia ubicado en Toscana que es conocido como gabro. Esta roca es muy solicitada para ornamentos de jardinería.

- Diorita: Esta roca se puede ubicar en los Alpes o la cordillera de los Andes. Hace millones de años se concentró una gran porción en Egipto. En una roca (estela) de granodiorita tallada, conocida cómo Piedra de Rosetta, se encontraron unos jeroglíficos gracias a los cuales se pudieron descifrar posteriormente el significado de dichos jeroglíficos. Hasta la fecha esta roca se usa en trabajos de construcción.

- Sienita: Esta roca se puede hallar en piedras de matiz y/o de grano fino. Estas rocas tienen un porcentaje bajo de sílice que las hace ser resistentes a altas temperaturas.

- Peridotita: Es una roca que se caracteriza por tener un color verde oscuro. Los principales componentes de estas rocas son los piroxenos, olivinos y anfíboles. Es una de las rocas más abundantes de la corteza terrestre.

## Tipos de intrusiones

### Lacolitos
Son cuerpos concordantes a la roca encajante que se forman cuando el magma intruye en un ambiente próximo a la superficie, empujando y levantando las rocas suprayacentes.

### Plutones
Son cuerpos discordantes a la roca encajante. Se forman por el ascenso diapírico de masas de magma que empujan, deforman y funden la roca encajante, pudiendo incorporar fragmentos de la misma como xenolitos o fundirla completamente e incorporarla a su composición química. Al ascender e ir enfriándose sus componentes minerales van cristalizando progresivamente hasta la solidificación total.

### Batolitos
Son producto de la superposición o amalgamamiento de varios plutones, son los yacimientos plutónicos más grandes, su superficie puede ser superior a los 100 km². 
Estas rocas presentan un contacto disonante con rocas encajantes, sin embargo en ocasiones sus límites concuerdan. La evolución de los batolitos hablando geológicamente es compleja y en su mayoría son resultantes de varias intrusiones, es decir, se producen por intrusiones voluminosas y repetidas de magma en la misma área.. Un ejemplo puede ser el batolito de Perú que se posicionó entre 60 a 70 millones de años y se conforma por 800 plutones. 
Los batolitos en general se forman por granitos y en menor frecuencia por dioritas. Se encuentran con mayor naturaleza en los bordes de placa convergente situados durante la formación de montañas.

### Diques
La mayor parte de estas estructuras miden de 1 a 2 metros de ancho, su grosor puede variar de unos centímetros a más de 100 metros, se sitúan en zonas débiles donde hay fracturas de suelo o donde la presión de un fluido es muy grande para que por sí mismos formen fracturas durante el emplazamiento. 

### Sill
Es una roca intrusiva de cuerpo plano en una forma paralela a estructuras que están encajonadas, son concordantes.